# 成吉思汗纪年
成吉思汗纪年是日本扶植的「蒙疆联合自治政府」使用的紀元。即以1206年铁木真称成吉思汗之年为成纪元年。在1936年－1945年记为成纪731年－740年。
1945年日本投降后，蒙疆政府解散。但此纪年因德穆楚克栋鲁普（德王）继续寻求建立「蒙古自治政府」而沿用至1949年（成纪744年）。